# Alter Adel rostet nicht
Alter Adel rostet nicht (Originaltitel: The Code of the Woosters) ist ein Roman des britisch-amerikanischen Schriftstellers P. G. Wodehouse. Als Fortsetzungsgeschichte erschien der Roman zwischen dem 16. Juli und dem 3. September 1938 in der US-amerikanischen  Saturday Evening Post  und vom 14. September bis zum 6. Oktober in der Londoner Daily Mail. In Buchform erschien der Roman erstmals am 7. Oktober 1938 in Großbritannien und kurz darauf auch in den USA.
Alter Adel rostet nicht ist der dritte Roman von P. G. Wodehouse mit zwei seiner bekanntesten Protagonisten, nämlich Bertie Wooster und seinem Kammerdiener Jeeves. Der Roman gilt heute als ein Klassiker des britischen Humors im 20. Jahrhundert. Die britische Zeitung The Guardian nahm 2009 Alter Adel rostet nicht neben einer Reihe anderer Wodehouse-Romane in die Liste der 1000 Romane auf, die jeder gelesen haben muss. 2015 wählten 82 internationale Literaturkritiker und -wissenschaftler ihn zu einem der bedeutendsten britischen Romane. Der Literaturkritiker Robert McCrum entschied sich allerdings ein Jahr zuvor in der im Guardian veröffentlichen Liste der 100 besten englischsprachigen Romane für den Wodehouse-Roman Ohne mich, Jeeves! als den besten im Werk dieses Autors.
Der Roman ist eine Fortsetzung von Dann eben nicht, Jeeves (Ersterscheinungsjahr 1934), der die aufkeimende Beziehung zwischen Berties Freund Gussie Fink-Nottle und Madeline Bassett beschrieb. Die Fortsetzung der Verlobung dieser beiden ist für Bertie von großer Bedeutung – die sentimentale Madeline, die die Sterne für die Gänseblümchen des lieben Gottes hält und überzeugt ist, dass ein Baby zur Welt kommt, wenn eine Fee niest, wird ansonsten ihn heiraten. Große Rolle spielt außerdem ein silbernes Milchkännchen in Form einer Kuh, das in jedem Fall gestohlen werden muss. P. G. Wodehouse führte mit dem Roman mit Sir Watkyn Bassett und Roderick Spode, dem späteren Lord Sidcup, zwei Figuren ein, die in späteren Romanen ebenfalls eine Rolle spielen.

## Handlung

### Ausgangslage
Bertie erholt sich von einer Junggesellen-Party, die er am Abend zuvor für seinen alten Freund, den fischgesichtigen, molch-liebenden Gussie Fink-Nottle gegeben hat. Während er sich immer noch erholt, beordert ihn seine Lieblingstante Dahlia zu sich. Sie wünscht, dass Bertie einen Antiquitätenladen in der Londoner Innenstadt aufsucht und dort verächtlich ein silbernes Milchkännchen in Form einer Kuh betrachtet. Das soll das Vertrauen des Geschäftsinhabers in die Qualität dieses Sammlerstückes erschüttern – im schlimmsten Fall ist es ein modernes Stück aus Holland. Der hoffentlich dann sinkende Preis soll Dahlias Ehemann Tom Travers milde stimmen, der dieses Stück unbedingt besitzen will. Tante Dahlia benötigt ihn in bester Stimmung, denn sie muss ihren Ehemann ein weiteres Mal um finanzielle Mittel für ihre Zeitschrift „Milady's Boudoir“ angehen. Bertie hat wenig Möglichkeiten, sich diesem Wunsch zu entziehen: Kommt er ihrem Auftrag nicht nach, wird sie ihm zukünftig ihre Zuneigung und damit auch die Küche ihres französischen Starkochs Anatole entziehen.
Pflichtgemäß begibt sich Bertie in den Antiquitätenladen. Dort begegnet er Sir Watkyn Bassett, einem weiteren Sammler von altem Silber. Begleitet wird er von Roderick Spode, dessen Tante Sir Watkyn zu heiraten beabsichtigt. Es ist nicht die erste Begegnung zwischen Bertie und Sir Watkyn. Watkyn hat ihn einst wegen Diebstahl eines Polizeihelms zu fünf britischen Pfund Strafe verurteilt. Auch jetzt gelingt es Bertie nicht, Sir Watkyn von sich einzunehmen. Erst erweckt er den Eindruck, als wolle er Sir Watkyns Schirm stehlen, wenig später wirkt es, als wolle er das Silberkännchen aus dem Laden entwenden.
Das Silberkännchen ist bis 15 Uhr für Tom Travers reserviert. Geschickte Winkelzüge von Sir Watkyn stellen jedoch sicher, dass Tom Travers diese Frist verpasst – im gemeinsamen Club sorgt Watkyn dafür, dass Tom Travers sich mit kaltem Hummer und Gurkensalat den Magen verdirbt. Watkyn kauft das Silberkännchen und wird dieses ab sofort auf seinem Landsitz Totleigh Towers ausstellen. Tante Dahlia macht unmissverständlich klar, dass sie nun von Bertie erwartet, dass er genau dieses Silberkännchen stiehlt. Das lässt den bereits mit der furchteinflößenden Tante Agatha geschlagene Bertie philosophieren, wie glücklich und ruhig sein Leben ganz ohne Tanten verlaufen würde und hält fest, wie wenig Sinn es macht, zwischen guten und bösen Tanten zu unterscheiden. Im Herzen wären sie alle gleich: Früher oder später würde sich ihr Pferdefuß zeigen.
Tante Dahlias Auftrag ist nicht der einzige Grund, warum Bertie nun dringend nach Totleigh Tower abreisen muss: Es scheint zu einem Zerwürfnis zwischen seinem Freund Gussie und Madeline Bassett gekommen zu sein. Bertie ist sich bewusst, dass eine Auflösung dieser Verlobung bedeuten wird, dass Madeline ihn heiraten will: Seit Bertie ihr Gussies Heiratsantrag übermittelt hat, steht sie in dem Eindruck, dass Bertie in Liebe für sie entbrannt ist. Die Ehre der Woosters verbietet Bertie jedoch, Madeline über dieses Missverständnis aufzuklären. Scheitert die Verlobung, wird er zwangsläufig mit Madeline vor den Traualtar schreiten.

### Auf Totleighs Tower
Sir Watkyn ist verblüfft, den von ihm als notorischen Dieb eingestuften Bertie als Hausgast seines Landsitzes wiederzufinden. Da Bertie jedoch auf Einladung von Sir Watkyns Tochter Madeline da ist, verbietet es ihm die Höflichkeit, Bertie wieder auszuladen. Durch Madeline erfährt Sir Watkyn jedoch auch von den verwandtschaftlichen Beziehungen zwischen Bertie und Tom Travers. Für Sir Watkyn ist nun klar, dass Bertie unredliche Absichten in Bezug auf das begehrte Silberkännchen hat. Das Silberkännchen wird ab jetzt nicht nur von Roderick Spode bewacht, sondern auch der Dorfpolizist wacht darüber. Als es auch noch Tante Dahlia schafft, als Hausgast in Totleigh Towers aufgenommen zu werden, wird die Bewachung noch verschärft. Roderick Spode macht Bertie Wooster unmissverständlich klar, dass er ihn windelweich prügeln wird, wenn das Silberkännchen in irgendeiner Weise verschwinden sollte.
Es bleibt nicht bei dieser Verwicklung: Gussie hat ein Notizbuch verloren, in dem er alles notiert hat, was er an Sir Watkyn und Roderick Spode für absurd und grotesk hält. Er hat das auf Rat von Jeeves getan, damit dieser seine Nervosität ablegt, wenn er auf der Hochzeitsfeier in Anwesenheit dieser zwei Personen seine Rede als Bräutigam halten soll. Das Notizbuch ist in die Hände von Sir Watkyns anarchischem Mündel Stiffy Byng gefallen, die sich in den Kopf gesetzt hat, den Vikar Harold Pinker zu heiraten. Das ist nicht ohne Herausforderungen: Es ist nicht wahrscheinlich, dass Sir Watkyn der Heirat seines Mündels mit einem mittellosen Vikar zustimmen wird. Also hat sich Stiffy Byng in den Kopf gesetzt, dass Bertie einen Einbruch auf Totleigh Tower fingiert, der auf das Silberkännchen abzielt und dass dieser von ihrem heimlichen Verlobten Harold Pinker verhindert wird. Sie ist überzeugt, dass Sir Watkyn dann aus Dankbarkeit der Hochzeit zustimmen wird. Nur dann wird sie das Notizbuch seinem rechtmäßigen Besitzer übergeben. Auch ihrem Verlobten legt sie eine unmögliche Aufgabe auf. Weil der Dorfpolizist aus ihrer Sicht unnötig ihren schwarzen Aberdeen Terrier verärgert hat, soll Harold Pinker dessen Polizeihelm stehlen. Stiffy Byngs Absichten führen zu einer Reihe weiterer Verwicklungen: Bei der vergeblichen Suche nach dem Notizbuch in Stiffy Byngs Zimmer müssen Bertie und Jeeves auf dem Mobiliar Schutz suchen, um den Zähnen des energischen Aberdeen Terriers zu entgehen. Und Hauptverdächtiger des Diebstahls eines Polizeihelms ist natürlich Bertie Wooster – Sir Watkyn macht ihm unmissverständlich klar, dass er diesmal nicht mit einer Geldstrafe davonkommen wird, sondern dass er ihn in seiner Rolle als Friedensrichter diesmal zu einer 30-tägigen Gefängnishaft verurteilen wird, sobald er Bertie den Diebstahl des Helms überführt hat.

### Auflösung der Verwicklungen
Bertie schildert Jeeves verzweifelt seine verzwickte Situation:
- Wenn er das Silberkännchen nicht stiehlt und es nicht Tante Dahlia übergibt, wird er zukünftig an den unübertroffenen Künsten von Tante Dahlias Starkoch Anatole nicht mehr teilhaben.
- Führt er jedoch ihre Wünsch aus, wird Spode ihn windelweich schlagen.
- Stiehlt er das Milchkännchen ohne es an Stiffy Byng zu übergeben, wird er nicht nur von Spode windelweich geschlagen, sondern Stiffy wird auch das Notizbuch an Sir Watkyn übergeben. Dieser wird daraufhin die Ehe zwischen Madeline und Gussie untersagen, was zur Folge haben wird, dass Bertie Madeline zum Traualtar führen muss.

Die Situation löst sich erst durch das Eingreifen von Jeeves auf. Jeeves findet zunächst einen Weg, wie man Sir Watkyn zur Zustimmung einer Ehe zwischen Stiffy Byng und Harold Pinker bewegen kann: Stiffy droht ihrem Vormund damit, dass sie Bertie Wooster heiraten werde, wenn sie schon Harold Pinker nicht heiraten darf. Sir Watkyn zieht – wie von Jeeves vorhergesagt – den mittellosen Harold Bertie eindeutig vor.
Dank seiner Mitgliedschaft im Junior Ganymede Club, dem Club der Butler und Kammerdiener, gelingt es Jeeves außerdem an das dunkle Geheimnis in Roderick Spodes Leben zu gelangen. Das Geheimnis steht in enger Verbindung zu „Eulalie“ – und die Nennung dieses Wortes macht Spode erstaunlich gefügig. So ist er bereit, den Diebstahl des Polizeihelms auf sich zu nehmen, der Tat, der Bertie Wooster so dringlich verdächtigt wird, dass er in seinem Zimmer auf Totleigh Hall eingesperrt ist und der Dorfpolizist vor seinem Fenster darüber wacht, dass Bertie sich nicht daraus abseilt: Eine Haftstrafe scheint Bertie nicht mehr abwendbar zu sein. Tante Dahlia ist darüber so entsetzt, dass sie zunächst Sir Watkyn die Überlassung ihres Starkochs Anatole in Austausch für Berties Freilassung anbietet. Bertie lehnt diesen Tausch jedoch vehement ab: Was sind schon dreißig Tage Haft gegen die Teilhabe an Anatoles Kochkünsten. Ein aufwändiges Menü soll ihn begrüßen, wenn er aus der Haft zurückkehrt.
Spodes überraschendes (und falsche) Eingeständnis des Polizeihelm-Diebstahls macht solche heroischen Opfer jedoch unnötig. Die falsche Beschuldigung und die Festsetzung von Bertie in seinem Zimmer auf Totleigh Hall ist der Hebel, Sir Watkyn die Zustimmung zur Heirat von Gussie und Madeline zuzustimmen. Zwar kennt Sir Watkyn mittlerweile den Inhalt des Notizbuches, aber ihm droht eine Anklage wegen Verleumdung und Freiheitsentzugs und so stimmt er nicht nur der Ehe seiner Tochter zu. Auch das so trickreich angeeignete Silberkännchen geht an Tom Travers zurück.
Als Danke an Jeeves wird Bertie sich nun an Bord eines Kreuzfahrtschiffs auf die Weltreise rund um den Globus begeben – eine Reise, für die Jeeves sich seit Beginn der Romanhandlung wirbt. Aufgeklärt wird auch, welches dunkle Geheimnis sich hinter dem Frauennamen „Eulalie“ steckt. Es ist keineswegs eine dunkle Frauengeschichte, wie Bertie so lange vermutete. Spode heimliche Leidenschaft ist das Entwerfen von Damenunterwäsche, die er erfolgreich in einem Londoner Laden verkauft. Dieses dunkle Geheimnis würde jedoch die politische Karriere gefährden, die Spode anstrebt.

## Trivia
P. G. Wodehouse lehnte Roderick Spode eng an Oswald Mosley an, der als Gründer der faschistischen Partei British Union of Fascists (BUF) bekannt wurde. Wodehouse verspottet in seinem Roman unter anderem die schwarzen kurzen Hosen, in denen die Anhänger von Spode auftreten. Es wäre keine Hemdfarben mehr verfügbar gewesen, also sei man auf schwarze Shorts als Parteiuniform der „Retter Großbritanniens“ verfallen.
Trotz dieses Spotts geriet P. G. Wodehouse in den Ruf einer politischen Nähe zum Faschismus. Der in Frankreich von den Nazis 1940 verhaftete P. G. Wodehouse, zu dem Zeitpunkt knapp 60 Jahre alt, wurde aus seiner Haft entlassen, als er von Berlin aus 1941 an Radioprogrammen mitwirkte, die in den USA ausgestrahlt wurden. Von der Ausstrahlung eines solchen Programms erhoffte sich das für Propaganda im Ausland zuständige Rundfunkreferat des Auswärtigen Amts (Kult R) einen positiven Effekt innerhalb der sich noch nicht im Krieg befindenden USA. In den insgesamt fünf Reden von Wodehouse schildert Wodehouse humorvoll das Leben während seiner Internierung. Die Teilnahme an den Radioprogrammen wurden Wodehouse in Großbritannien sehr übel genommen – Wodehouse hatte wegen des vollständigen unpolitischen Inhalts seiner Reden naiverweise nicht mit einer solchen Reaktion gerechnet. Die heftigen Reaktionen in Großbritannien auf diese Reden führten dazu, dass Wodehouse nie wieder dorthin zurückkehrte, sich in den USA niederließ und 1955 die US-amerikanische Staatsbürgerschaft annahm.

## Einzelbelege
1. ↑  McIlvaine, E., Sherby, L.S. and Heineman, J.H. (1990) P.G. Wodehouse: A comprehensive bibliography and checklist. New York: James H. Heineman, ISBN 087008125X. S. 74–76.
2. ↑  1000 Novels everyone must read: the definitive List, abgerufen am 17. April 2016.
3. ↑  The best British novel of all times - have international critics found it? The Guardian, aufgerufen am 6. Februar 2016
4. ↑   P. G. Wodehouse, The Code of the Wooster, S. 15.
5. ↑   P. G. Wodehouse, The Code of the Wooster, S. 16.
6. ↑   P. G. Wodehouse; The Code of the Wooster. S. 39
7. ↑   P. G. Wodehouse: The Code of the Wooster. S. 106.
8. ↑   P. G. Wodehouse: The Code of the Wooster, S. 153
9. ↑   Usborne: Plum Sauce. A P. G. Wodehouse Companion. S. 174.
10. ↑   P. G. Wodehouse: The Code of the Woosters. S. 66.
11. ↑   Usborne: Plum Sauce. A P. G. Wodehouse Companion. S. 3.